# Debbie Rush
Debbie Rush es una actriz inglesa, más conocida por haber interpretado a Anna Windass en la serie Coronation Street.

## Biografía
Está casada con Andrew "Andy" Rush, con quien tiene tres hijos: el actor William "Will" Rush, y los músicos Tom Rush y Poppy Rush, miembros de la banda "The Sticks".

## Carrera
En 2007 apareció en el segundo episodio de la segunda temporada de la serie The Street, donde interpretó a la madre de un niño con discapacidad. En 2008 apareció como invitada en un episodio de la quinta temporada de la popular serie británica Shameless. 
El 14 de noviembre del mismo año, se unió al elenco principal de la serie británica Coronation Street, donde interpretó a Anna Windass hasta el 22 de enero del 2018.
En diciembre de 2010, lanzó su propio DVD de fitness llamado Debbie Rush's Bulge Buster Workout.

## Filmografía

### Series de televisión
| Año         | Título                 | Personaje       | Notas           |
| ----------- | ---------------------- | --------------- | --------------- |
| 2008 - 2018 | Coronation Street      | Anna Windass    | 1,052 episodios |
| 2008        | Shameless              | Mujer Agradable | episodio # 5.11 |
| 2007        | The Street             | Madre           | episodio # 2.2  |
| 2006        | Hollyoaks: In the City | Mrs. Jones      | episodio # 1.6  |

### Películas
| Año  | Título  | Personaje | Notas                                                                       |
| ---- | ------- | --------- | --------------------------------------------------------------------------- |
| 2009 | Salvage | Pam       | junto a Dean Andrews, Sufian Ashraf, Ben Batt, Linzey Cocker & Shaun Dooley |

### Apariciones
| Año  | Programa    | Notas                                     |
| ---- | ----------- | ----------------------------------------- |
| 2012 | Loose Women | presentadora invitada - episodio # 16.151 |